# Iriomote-szigeti cinege
Az Iriomote-szigeti cinege (Sittiparus olivaceus) a verébalakúak (Passeriformes) rendjébe, ezen belül a cinegefélék (Paridae) családjába tartozó kis termetű, 12-14 centiméter hosszú madárfaj.
A fajt Nagamichi Kuroda japán ornitológus írta le 1923-ban és a Sittiparus varius olivaceus tudományos nevet adta neki. 
Korábban a tarka cinege (Sittiparus varius) alfajaként tartották számon, de egy 2014-ben lezajlott törzsfejlődéstani vizsgálatsorozat során (mely átfogta a cinegefélék egész családját) kiderült, hogy eléggé elkülönül ahhoz, hogy különálló fajként sorolják be. 
Valamivel nagyobb termetű, mint a tarka cinege, különbözik tőle hátának olajzöld színével is.

## Előfordulása
A Japánhoz tartozó Rjúkjú-szigetek déli szigetein, a Jaejama-szigetek csoportjának szigetein honos. Ezen szigetcsoport legnagyobb szigete a névadó Iriomote sziget. Pókokkal, rovarokkal és magokkal táplálkozik. A pár egész évben együtt marad, s védi területét. Márciustól augusztusig költ.

## Természetvédelmi helyzete
Az elterjedési területe viszonylag kicsi, egyedszáma viszont nem csökken, a szigeteken elég gyakori fajnak számít. A Természetvédelmi Világszövetség Vörös listáján nem veszélyeztetett fajként szerepel.